# Strenči
Strenči (ryska: Стренчи) är en kommunhuvudort i Lettland.   Den ligger i kommunen Strenču novads, i den nordöstra delen av landet, 120 km nordost om huvudstaden Riga. Strenči ligger 45 meter över havet och antalet invånare är 1 593.
Terrängen runt Strenči är mycket platt. Runt Strenči är det mycket glesbefolkat, med 7 invånare per kvadratkilometer. Närmaste större samhälle är Valmiera, 18,0 km sydväst om Strenči. I omgivningarna runt Strenči växer i huvudsak blandskog.